# 東山渓県立自然公園
東山渓県立自然公園（ひがしさんけいけんりつしぜんこうえん）は、徳島県が指定する県立自然公園である。

## 主な史跡・観光地
| 名所       | 位置                       | 備考                                                         |
| ---------- | -------------------------- | ------------------------------------------------------------ |
| 中津峰山   | 徳島市及び勝浦町           | 徳島市で最も標高の高い山で、阿波三峰のうちのひとつ           |
| 如意輪寺   | 徳島市多家良町中津峰127    | 中津峰山に位置する寺院                                       |
| 星の岩屋   | 勝浦郡勝浦町星谷           | 四国八十八箇所霊場の第十九番番札所である立江寺の奥の院       |
| 丈六寺     | 徳島市丈六町丈領32         | 別名「阿波の法隆寺」と呼ばれ、国の重要文化財に指定されている |
| 嵯峨峡     | 名東郡佐那河内村           | 園瀬川の支流である嵯峨川上流に位置する溪谷                   |
| 徳円寺     | 名東郡佐那河内村下字壁ケ獄 | 石楠花の寺として有名                                         |
| 鶴林寺     | 勝浦郡勝浦町生名鷲ヶ尾14   | 四国八十八箇所霊場の第二十番札所                             |
| 太龍寺     | 阿南市加茂町龍山2          | 四国八十八箇所霊場の第二一番札所、阿南室戸歴史文化道に指定   |
| 鷲敷ライン | 那賀郡那賀町               | 一級河川・那賀川に位置する渓流、県指定名勝                   |
| 八多五滝   | 徳島市八多町               | 八多川の上流部、中津峰山足下にある5つの滝の総称              |
| 一宮城跡   | 徳島市一宮町               |                                                              |

## 関係自治体
- 徳島市
- 名東郡佐那河内村
- 勝浦郡勝浦町
- 阿南市
- 那賀郡那賀町